# رود شارگا
رود شارگا (به لاتین: Sharga River) یک رود در مغولستان است که در مغولستان واقع شده‌است.